# Music Industry Awards 2008

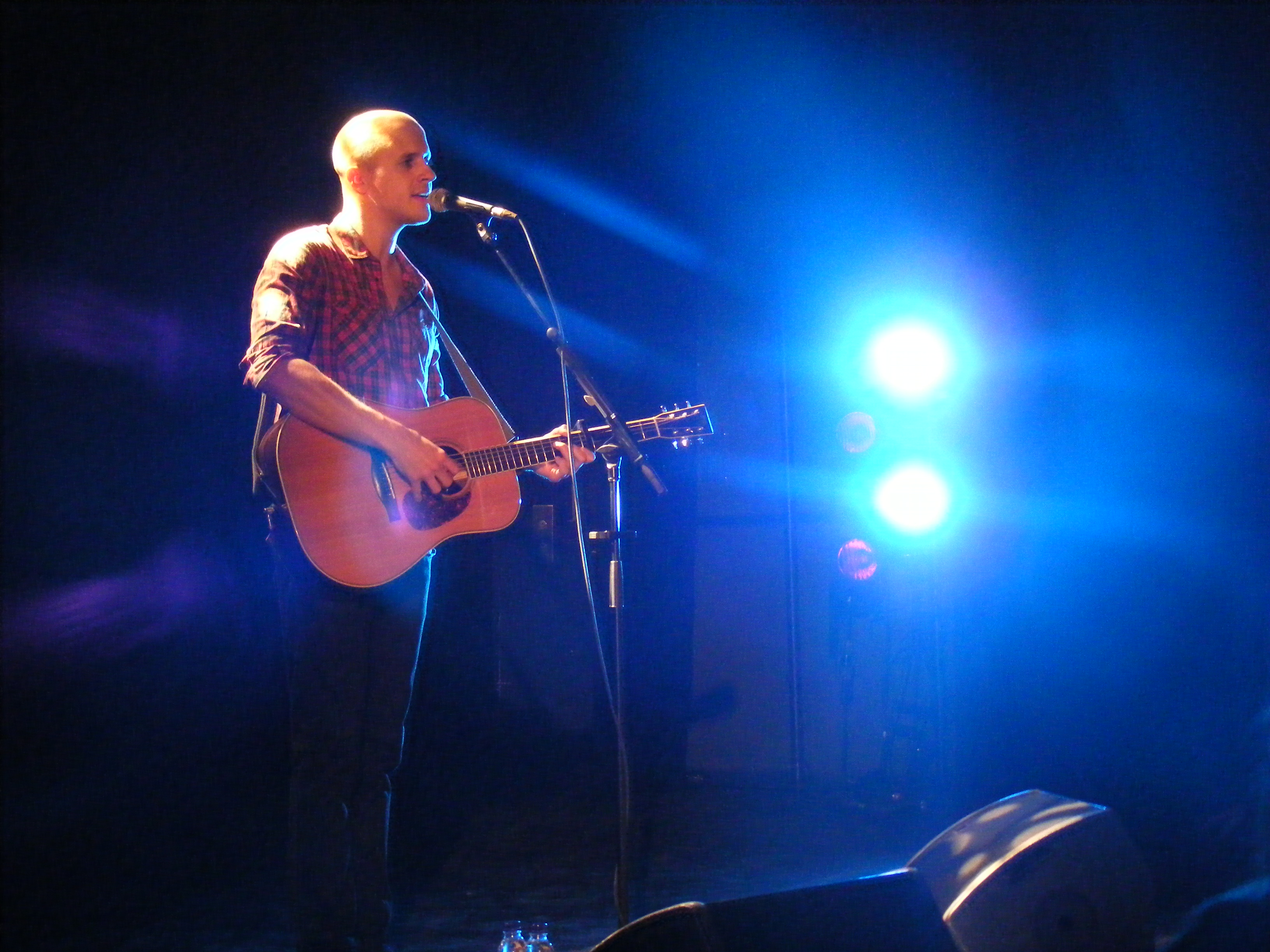
Milow kreeg voor het tweede jaar op rij de MIA voor Hit van het jaar. Hij verzilverde daarnaast ook al zijn andere nominaties.

Dit zijn de winnaars van de Music Industry Awards (MIA's) van 2008. Op 6 februari 2009 vond de tweede uitreiking plaats in Lint. 
De Leuvense singer-songwriter Milow was net als bij de Music Industry Awards 2007 de grote winnaar. Ditmaal won hij vijf prijzen. dEUS was met 9 nominaties de grote favoriet van de avond, maar zij wisten uiteindelijk slechts 2 nominaties te verzilveren. Nadat de Antwerpse groep zich al de hele avond onsportief had gedragen, besloot Milow de uitzending met de woorden 'Leuven-Antwerpen: 5-2!'.

## De winnaars van 2008
Hieronder de volledige lijst van de winnaars per categorie
| Categorie               | Winnaar                  | Overige genomineerden                                                              | Uitgereikt door |
| ----------------------- | ------------------------ | ---------------------------------------------------------------------------------- | --------------- |
| Beste solo man          | Milow                    | - Tim Vanhamel - Bart Peeters - Joost Zweegers                                     | publiek         |
| Beste solo vrouw        | Lady Linn                | - Natalia - Kate Ryan - Sandrine                                                   | publiek         |
| Beste groep             | Clouseau                 | - dEUS - Arsenal - Black Box Revelation                                            | publiek         |
| Beste videoclip         | Milow - Ayo Technology   | - Clouseau - Wat een leven - dEUS - Eternal Woman - Kate Ryan - Ella, elle l'a     | publiek         |
| Beste popartiest        | Milow                    | - Brahim - Stan Van Samang - Novastar                                              | publiek         |
| Beste Nederlandstalig   | Bart Peeters             | - Hannelore Bedert - Isabelle A - Eva De Roovere                                   | publiek         |
| Beste dance/elektronica | Milk Inc.                | - Soulwax - Shameboy - The Subs                                                    | publiek         |
| Beste rock/alternative  | dEUS                     | - Freaky Age - Tim Vanhamel - Black Box Revelation                                 | publiek         |
| Beste populaire artiest | Nicole & Hugo            | - Helmut Lotti - Laura Lynn - Bobbejaan Schoepen                                   | publiek         |
| Beste song              | Milow - Ayo Technology   |                                                                                    | publiek         |
| Beste live-act          | Clouseau                 | - dEUS - Arsenal - Soulwax                                                         | publiek         |
| Beste album             | dEUS - Vantage Point     | - Arsenal - Lotuk - Novastar - Almost Bangor - Bart Peeters - De hemel in het klad | muziekindustrie |
| Beste doorbraak         | The Black Box Revelation | - Hannelore Bedert - Lady Linn - Freaky Age                                        | muziekindustrie |
| Beste auteur/componist  | Joost Zweegers           | - Tom Barman - Tim Vanhamel - Tom Helsen                                           | muziekindustrie |
| Beste muzikant          | Jef Neve                 | - Mauro Pawlowski - Ruben Block - Mario Goossens                                   | muziekindustrie |
| Beste artwork           | Roland Van Campenhout    | - Deus - Vantage Point - Bobbejaan Schoepen - Bobbejaan - Dijf Sanders - Homesick  | muziekindustrie |
| Beste download          | Milow                    |                                                                                    | verkoop         |

## Meeste nominaties & awards

### Nominaties
| Aantal Nominaties | Artiest              |
| ----------------- | -------------------- |
| 8                 | dEUS                 |
| 5                 | Milow                |
| 4                 | Novastar             |
| 3                 | Bart Peeters         |
| 3                 | Black Box Revelation |
| 3                 | Arsenal              |
| 3                 | Clouseau             |
| 3                 | Tim Vanhamel         |
| 2                 | Hannelore Bedert     |
| 2                 | Lady Linn            |
| 2                 | Freaky Age           |
| 2                 | Kate Ryan            |
| 2                 | Soulwax              |
| 2                 | Triggerfinger        |
| 2                 | Bobbejaan Schoepen   |

### Awards
| Aantal awards | Artiest  |
| ------------- | -------- |
| 5             | Milow    |
| 2             | dEUS     |
| 2             | Clouseau |